# Ferrières-Saint-Hilaire
Ferrières-Saint-Hilaire – miejscowość i gmina we Francji, w regionie Normandia, w departamencie Eure.
Według danych na rok 1990 gminę zamieszkiwały 374 osoby, a gęstość zaludnienia wynosiła 38 osób/km² (wśród 1421 gmin Górnej Normandii Ferrières-Saint-Hilaire plasuje się na 550. miejscu pod względem liczby ludności, natomiast pod względem powierzchni na miejscu 361).